# Knockin’ on Heaven’s Door (Film)
Knockin’ on Heaven’s Door ist ein deutsches Roadmovie aus dem Jahr 1997, bei dem Thomas Jahn Regie führte. Das Drehbuch schrieb Jahn gemeinsam mit Til Schweiger.
Der Film war mit über 3 Millionen Kinobesuchern der erfolgreichste deutsche Kinofilm 1997. Sein Titel wurde vom gleichnamigen Lied Bob Dylans übernommen. Die im Film enthaltene Version des Liedes stammt jedoch von der deutschen Band Selig, die unter dem Pseudonym Digital Elvis & Zero auftrat.

## Handlung
Rudi Wurlitzer hat Knochenkrebs. In der „Abnippelstation“ eines Krankenhauses trifft er auf Martin Brest. Martin hat einen inoperablen Hirntumor. Zusammen fassen sie den Entschluss, dass sie ihre letzten Tage auf keinen Fall so verbringen wollen; außerdem überzeugt Martin Rudi, dass dieser das Meer gesehen haben muss, bevor er stirbt. Sie nehmen eine bereitstehende Flasche Tequila mit und klauen im Parkhaus des Krankenhauses einen Mercedes „Pagode“ 230 SL-Cabrio in Babyblau. Was beide nicht wissen: Das Auto gehört den Gangstern Henk und Abdul, die von ihrem Chef Frankie den Auftrag bekommen haben, das Auto zum Gangsterboss Curtiz zu fahren. Frankie schuldet ihm noch eine Million Mark, die er im Kofferraum des Mercedes deponiert hat.
Inzwischen brauchen Rudi und Martin Geld, um ans Meer zu kommen. Martin findet im Handschuhfach des Wagens eine Pistole und ihm kommt bei einem Tankstopp die Idee, die Tankstelle zu überfallen. Sie wollen niemanden verletzen und sie setzen darauf, dass es sowieso nie zu einer Verurteilung kommen wird, da sie selber vorher sterben werden. Das ist der Start einer wilden Verfolgungsjagd mit den beiden Todkranken, den Gangstern und der Polizei. Immer wieder gelingt es Rudi und Martin, allen Verfolgern zu entkommen. 
Nach einem Bankraub finden die beiden das Geld im Kofferraum. Damit erfüllt sich jeder noch einen Wunsch: Martin will seiner Mutter, die ein großer Elvis-Fan ist, einen rosafarbenen Cadillac Fleetwood schenken, wie es auch Elvis einst tat, und kann auch wirklich ein Exemplar auftreiben. Bis auf einen kleinen Teil verschicken die beiden das restliche Geld per Post an irgendwelche Menschen. Rudi will in einem Bordell mit zwei Frauen schlafen und sucht sich dafür ausgerechnet den Club von Frankie aus. Sie werden erkannt und von Henk und Abdul zu Frankie gebracht. Als dieser erfährt, dass sein Geld von den Freunden restlos verbraucht wurde, will er beide töten und ist verwundert, dass dies sie nicht beeindruckt. Curtiz kommt jedoch dazu und verhindert es. Nachdem ihm alles erklärt wurde, lässt er die beiden Freunde unbehelligt entkommen mit den Worten „You've never been to the ocean? Then you better run, you're running out of time.“ (Curtiz spricht im ganzen Film nur Englisch. Deutsche Übersetzung: „Ihr habt noch nie das Meer gesehen? Dann beeilt ihr euch besser, eure Zeit läuft ab.“). 
Als Rudi und Martin endlich das Meer erreichen, ist es Martin, der noch einmal an seiner Zigarette zieht und dann schließlich tot in den Sand fällt. Im Verlauf des Films war er bereits mehrfach lebensbedrohlich kollabiert, konnte aber jeweils noch durch hektische medizinische Hilfe gerettet werden. Rudi ist deshalb nicht erstaunt, sondern schaut ihn nur an, um sich dann neben ihn zu setzen und in die Brandung zu schauen.

## Entstehung
Der damals unerfahrene Thomas Jahn lernte den bereits populären Schauspieler Til Schweiger in einer Kölner Buchhandlung kennen. Nach eigenen Angaben skizzierte er ihm dort bereits die Handlung seines Drehbuchs.
Die Filmstiftung NRW war maßgeblich an der Finanzierung des Films beteiligt.
Gedreht wurde an vielen verschiedenen Orten in ganz Deutschland, unter anderem an der niederländischen Grenze und bei Wuppertal.

## Kritiken
„Hübsches, charmantes, aber arg zitierfreudiges Road-Movie.“

„Ein geschickt die Genre-Versatzstücke des Road-, Buddy- und Gangster-Movies zitierendes Regiedebüt, das mit Gespür für Dynamik und Timing die dramaturgischen Schwächen des Drehbuchs weitgehend überspielt. Die präzise gezeichneten und besetzten Nebenrollen entschädigen zudem für die allzu oberflächliche Charakterisierung der Hauptpersonen und die pubertären Gags.“

## Auszeichnungen
Deutscher Filmpreis 1997
- Filmband in Gold für darstellerische Leistungen (Nebenrolle): Moritz Bleibtreu
- Nominierung zum Bundesfilmpreis in der Kategorie Bester Film

VideoWinner 1997
- Verleih: Erfolgreichster deutscher Spielfilm

Goldene Leinwand 1998
- Goldene Leinwand: 3 Millionen Zuschauer in 18 Monaten

Valenciennes International Festival of Action and Adventure Films
- Audience Award
- Grand Prize

Internationales Filmfestival Moskau 1997
- Silberner St. George: Bester Darsteller: Til Schweiger

Ernst-Lubitsch-Preis 1998
- Moritz Bleibtreu

Catalonian International Film Festival 1997, Sitges, Spanien
- Gran Angular Award (Bester Film)

Die Deutsche Film- und Medienbewertung FBW in Wiesbaden verlieh dem Film das Prädikat besonders wertvoll.

## Hintergrund
- Die Premiere war am 20. Februar 1997. Der Film wurde von Touchstone Pictures produziert, die Lizenzen für den Verleih übernahm Buena Vista.

- Nach dem Abspann hat Bernd Eichinger einen Cameo-Auftritt. Bei einer Personenkontrolle findet der Motorradpolizist (Hannes Jaenicke) ein Bündel Geld bei ihm. Als er angibt, das Geld in einem Brief von „Rudi und Martin“ gefunden zu haben, fragt der Polizist: „Wer im Himmel sind Rudi und Martin?“

- Klaus, der Tankwart, wird von Jürgen Becker verkörpert. Für den Moderator der Sendung Mitternachtsspitzen ist dies (Stand 2013) der einzige Auftritt in einem Spielfilm.

- Rudy Wurlitzer ist der Name des Drehbuchautors, der das Drehbuch zu dem Film Pat Garrett jagt Billy the Kid des Regisseurs Sam Peckinpah aus dem Jahr 1973 verfasste, für den Bob Dylan den Soundtrack schrieb, darunter auch Knockin’ on Heaven’s Door. Er ist ein Nachkomme von Franz Rudolph Wurlitzer, dem Gründer der Rudolph Wurlitzer Company, welche Jukeboxen und das Wurlitzer Electric Piano herstellte.

- In dem Film wird von einem Taxifahrer eine Telefonnummer genannt, unter der man sein Taxi bestellen kann. Bei dieser Nummer handelt es sich tatsächlich um den Anschluss der Minicar-Zentrale, für die Thomas Jahns Vater als Fahrer tätig war. Thomas Jahn spielt in einem Cameo-Auftritt den Taxifahrer selbst.

- Im Vorspann des Films sind kurz Til Schweigers damalige Ehefrau Dana und sein Sohn Valentin zu sehen (blonde Frau und Kleinkind mit Flasche).

- Der Film basiert auf einer Kurzgeschichte von Barry Gibb, einem Mitglied der Bee Gees, und David English. Diese wurde 1988 unter dem Titel Hawks – Die Falken erstmals verfilmt.

- Thematisch lehnt sich der Film an Die Rentner-Gang aus dem Jahr 1979 als Vorbild an. Regisseur dieses Roadmovies, in dem sich drei Rentner in den Besitz einer größeren Summe bringen, um noch einmal „die Puppen tanzen“ zu lassen, ist Martin Brest, der Namenspate der von Til Schweiger gespielten Figur.

- 2009 erschien in Japan eine Neuverfilmung mit dem Titel Heaven’s Door in den Kinos. Hauptdarsteller sind Tomoya Nagase und Mayuko Fukuda.

- Für den Film wurde ein 1956er Cadillac Coupe DeVille des Cadillac-Museums in Hachenburg umlackiert in die Farben des 1955er Cadillacs, der in Graceland im Elvis Presley Museum steht.